# José María Avendaño
José María Avendaño Perea (Villanueva de Alcardete (Toledo), 25 de abril de 1957) es un sacerdote católico y escritor español. Es el obispo auxiliar de Getafe.

## Biografía
José María nació en la localidad toledana de Villanueva de Alcardete el 25 de abril de 1957. Hijo de Cándido Avendaño y de Jorja Perea que está en proceso de beatificación. El matrimonio tuvo cinco hijos.
Comenzó sus estudios universitarios en Toledo, donde estudió Magisterio, especialidad de matemáticas (1978). Posteriormente continuó sus estudios en Logopedia en la Universidad Complutense de Madrid (1981); y tras hacer el bachillerato en Teología por la Universidad Pontificia Comillas (1985), se licenció  en Teología pastoral en el Instituto Superior de Pastoral de Madrid, dependiente de la Universidad Pontificia de Salamanca (2004).

### Sacerdocio
Fue ordenado sacerdote en la archidiócesis de Madrid el 14 de marzo de 1987.

### Episcopado

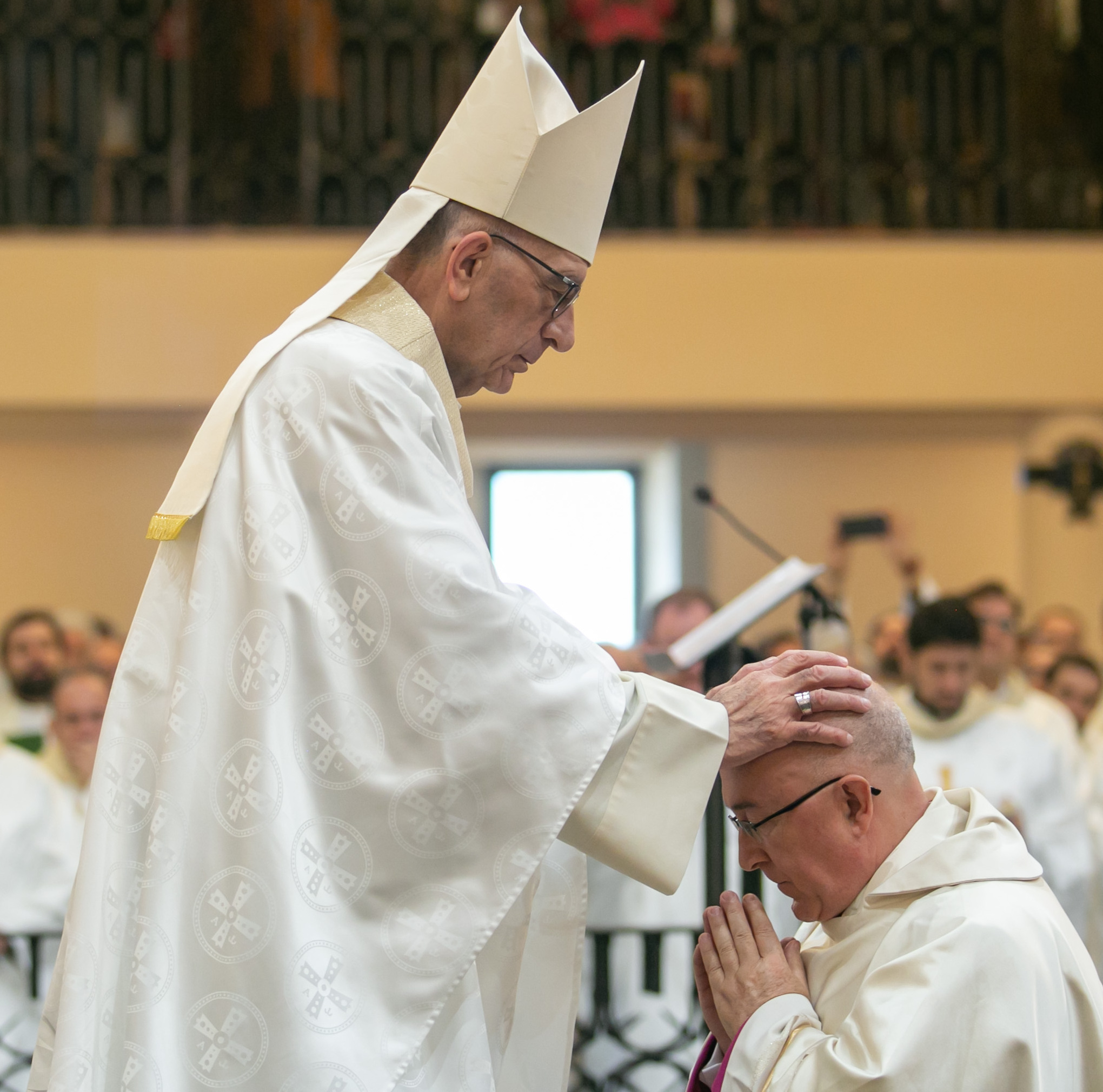
Avendaño en su consagración, en 2022.

El 30 de septiembre de 2022, el papa Francisco lo nombró obispo titular de Iliberi y obispo auxiliar de Getafe. Fue consagrado el 26 de noviembre del mismo año, en la Basílica del Sagrado Corazón de Jesús, a manos del obispo Ginés García Beltrán.
En la Conferencia Episcopal Española es miembro de la Comisión Episcopal para la Vida Consagrada, desde abril de 2023.